# Tadao Uesako
Tadao Uesako (jap. 上迫忠夫 Uesako Tadao; ur. 14 października 1921 w Hamada, zm. 20 października 1986) – gimnastyk japoński, medalista olimpijski z Helsinek.